# Кречик, Елена Алексеевна
Елена Алексеевна Кречик (бел. Алена Аляксееўна Крэчык; род. 20 июля 1987) — белорусская легкоатлетка, специалистка по метанию молота. Выступала за сборную Белоруссии по лёгкой атлетике в 2006—2016 годах, призёрка первенств национального значения, участница чемпионата мира в Пекине и чемпионата Европы в Амстердаме. Мастер спорта Республики Беларусь международного класса.

## Биография
Елена Кречик родилась 20 июля 1987 года.
Занималась лёгкой атлетикой в Школе высшего спортивного мастерства в Гродно, воспитанница тренера Елены Фёдоровны Стасюкевич. В течение четырёх лет училась и выступала в США.
Впервые заявила о себе в лёгкой атлетике на международном уровне в сезоне 2006 года, когда вошла в состав белорусской национальной сборной и выступила на юниорском мировом первенстве в Пекине, где с результатом 54,48 метра заняла в метании молота 12-е место.
В 2009 году участвовала в молодёжном европейском первенстве в Каунасе, но провалила здесь все три свои попытки.
В январе 2014 года на соревнованиях Jayhawk Classic в американском Лоренсе установила национальный рекорд Белоруссии по метанию тяжестей весом 20 фунтов — 20,20 метра.
В апреле 2015 года на соревнованиях в Бресте показала свой лучший результат в карьере, метнув молот на 72,06 метра. Благодаря череде удачных выступлений удостоилась права защищать честь страны на чемпионате мира в Пекине — в программе метания молота в итоге провалила свои попытки, не показав никакого результата.
В 2016 году метала молот на чемпионате Европы в Амстердаме — на предварительном квалификационном этапе показала результат 64,42 метра и в финал не вышла.
Завершила спортивную карьеру по окончании сезона 2018 года.
За выдающиеся спортивные достижения удостоена почётного звания «Мастер спорта Республики Беларусь международного класса».